# جیوه(II) هیدرید
جیوه(II) هیدرید(که با نام‌های مرکوران (۲) و دی هیدریدومرکوری نیز شناخته می‌شود)، یک ترکیب معدنی با فرمول شیمیایی HgH
2 (به صورت [HgH
2] نیز نوشته می‌شود) است. این ماده از نظر ترمودینامیکی و سینتیکی در دمای محیط ناپایدار است، به همین سبب، در مورد خصوصیات مقادیر ملموس و قابل کار آزمایشگاهی آن اطلاعات کمی در دسترس است. با این حال، این ماده به عنوان یک جامد سفید کریستالی شناخته می‌شود که از نظر سینتیکی در دماهای زیر −۱۲۵ درجه سلسیوس (−۱۹۳ درجه فارنهایت) پایدار است. این ترکیب نخستین بار در سال ۱۹۵۱ سنتز شد. 